# Първичен полов белег
Първичните полови белези са половите органи на организмите, които служат за копулация и размножаване. Такива са например вагината, яйчниците и матката при женските организми, и тестисите с техните придатъци, еякулаторния канал, семенните мехурчета, простатата и булбо-уретралната жлеза, скротума и пениса при мъжките организми.
При хората, за разлика от вторичните полови белези,  се оформят при полова зрялост, първичните полови белези са развити до голяма степен още при раждане.